# 平遠県
平遠県（へいえんけん）は中華人民共和国広東省梅州市に位置する県。

## 歴史
1863年（嘉靖42年）、明により武平県が設置された。県名は武平と安遠の間に位置したことによる。

## 行政区画
下部に12鎮を管轄する
- 石正鎮、八尺鎮、差干鎮、河頭鎮、中行鎮、上挙鎮、泗水鎮、長田鎮、熱柘鎮、東石鎮、仁居鎮、大柘鎮

## 交通

### 道路
- 高速道路
  - 済広高速道路
- 国道
  - G206国道